# ثيودور ويبر
ثيودور ويبر (بالألمانية: Theodor Weber)‏ هو قسيس وفيلسوف ألماني، ولد في 28 يناير 1836 في تسولبيش في ألمانيا، وتوفي في 12 يناير 1906 في بون في ألمانيا.